# 全体去勢
| 専門評論家によるレビュー | 専門評論家によるレビュー |
| レビュー・スコア         | レビュー・スコア         |
| 出典                     | 評価                     |
| ------------------------ | ------------------------ |
| Allmusic                 | not rated                |

『全体去勢』（英語: Total Castration）は、1991年にリリースされたZENI GEVAのスタジオ・アルバムである。スティーヴ・アルビニのプロデュースによる。リマスターされ、2012年に再リリースされた。 

## 収録曲
1. アイ・ウォント・ユー（英語: I Want You）- 4:44
2. 全体去勢（英語: Total Castration）- 3:28
3. ビッグマン・デス（英語: Bigman Death）- 3:42
4. おまえの血でおれを撃て（英語: Shoot Me With Your Blood）- 7:16
5. 神肉（英語: Godflesh）- 4:40
6. ブラッドセックス（英語: Bloodsex）- 4:51
7. ニュー・フレッシュ（英語: New Flesh）- 2:41
8. おまえが憎い（英語: I Hate You）- 8:28

## クレジット
- Null - vocals, guitars, Words
- Tabata - guitars
- Eito - drums, Metals